# Ágnes Heller
Ágnes Heller (Budapest, 12 maggio 1929 – Balatonalmádi, 19 luglio 2019) è stata una filosofa e saggista ungherese.
Nata a Budapest nel 1929, è stata la massima esponente della «Scuola di Budapest», corrente filosofica del marxismo, parte del cosiddetto "dissenso dei paesi dell'est europeo" (da non confondere con il dissenso di figure quali Aleksandr Solženicyn), prima del crollo definitivo dei regimi dell'est europeo. Nota in occidente come la teorica dei "bisogni radicali" (intesi come il vero terreno di scontro tra soggettività e potere) e della rivoluzione della vita quotidiana, il suo pensiero è stato molto discusso soprattutto in occidente negli anni '70 e '80 e in Italia in particolare con riferimento ai movimenti degli anni '70.
La Heller e gli altri esponenti della "Scuola di Budapest" fanno risalire l'origine della loro impostazione teorica e pratica a Storia e coscienza di classe (1923) di György Lukács, critica del sapere feticistico fondato sull'idolatria dei "fatti" e dei "dati", ma anche a un'altra produzione filosofica, sempre degli stessi anni, di Karl Korsch, Marxismo e filosofia: in questi testi si ritrova quella continuità del pensiero da Hegel a Marx che nei marxisti cosiddetti "scientifici" o ortodossi risulta rimossa. Le tematiche privilegiate della ricerca della Heller sono sempre state l'etica, la sessualità, la famiglia nel quadro di un progetto rivoluzionario anticapitalista che muove dalla volontà di superare i rapporti di subordinazione e di dominio.

## Biografia
Sopravvissuta all'Olocausto, Agnes Heller aveva 18 anni quando nel 1947 assistette alle lezioni dell'ormai sessantenne György Lukács, filosofo oltre che dirigente del partito comunista ungherese sin dai tempi di Lenin nel 1918. Sempre all'università di Budapest la Heller in seguito diverrà assistente e collaboratrice di Lukács. Nel 1956 quelli che una volta erano gli allievi diventarono poi la "corrente", un gruppo compatto di sostenitori del "vero" marxismo contro ogni falsificazione e aberrazione. 
Nel 1959 venne espulsa dall'università e poi anche dal partito per aver sostenuto «le idee false e revisioniste» del giovane Lukács e costretta ad insegnare in una scuola media mentre i suoi scritti venivano sottoposti al veto di pubblicazione.
Nel 1963 entrò come ricercatrice nell'Istituto di Sociologia dell'Accademia delle Scienze e sempre nello stesso anno a seguito di un suo viaggio in Italia ebbe origine il suo saggio L'uomo del rinascimento. Spiegò la Heller: "Mi ha sempre colpito l'enfasi di Engels sul Cristianesimo e il Rinascimento come le più grandi rivoluzioni dell'umanità [...] Le tre città-stato: Gerusalemme, Atene e Firenze simboleggiano per me le fonti della nostra cultura e al tempo stesso l'unione di creatività e ricettività." Questo in Italia "...fu il mio primo viaggio in occidente [...] nelle vie, nelle chiese, nelle case, nei palazzi di Firenze ho incontrato un sogno, o meglio, ho incontrato il mio sogno di un mondo adeguato all'uomo. Una volta che i confini dell'occidente si erano di nuovo richiusi per me, volevo semplicemente tornare in questo mondo, anche se solo con la fantasia, col pensiero. Se volete fu un libro d'amore: una dichiarazione d'amore per l'Italia." (testo tratto da Morale e rivoluzione, 1979)
Nel 1968 protestò contro l'intervento sovietico in Cecoslovacchia. Venne licenziata dall'Accademia nel 1973 con l'accusa di aver negato la realtà socialista dell'Ungheria e di altri paesi usciti dalla rivoluzione d'Ottobre nell'esercitare il suo lavoro di "cultore di scienze sociali". Non condivise le svolte reazionarie di tanti paesi dell'Est e nel 1977 decise infine di espatriare insieme al marito, il filosofo Ferenc Fehér e gli amici György e Maria Marcus, anch'essi noti esponenti della "scuola di Budapest", e con il timore di non poter più rientrare in Ungheria emigrò in Australia. A Melbourne insegnerà sociologia presso La Trobe University.
Ritornata in Ungheria, fu docente anche alla New School for Social Research di New York, saldamente ancorata alle sue teorizzazioni dei bisogni radicali, pur non professandosi più marxista.
Colta da malore durante una nuotata nel Balaton, morì per annegamento il 19 luglio 2019.

## Opere
- L'uomo del rinascimento (1963)
- Sociologia della vita quotidiana (1970)
- La teoria marxista della rivoluzione e la rivoluzione della vita quotidiana (1972)
- Struttura familiare e comunismo (1973)
- La teoria dei bisogni in Marx (1974)
- Per una teoria marxista del valore (1974)
- Il futuro dei rapporti tra i sessi (1974)
- Movimento radicale e utopia radicale (1974)
- L'irriducibile antagonismo dei bisogni (1977)
- Istinto e aggressività. Introduzione a un'antropologia sociale marxista (1978)
- Teoria dei sentimenti (1978)
- Le forme dell'uguaglianza (1978)
- L'ideale del lavoro dal punto di vista della vita quotidiana (1978)
- Morale e rivoluzione (1979)
- La filosofia radicale (1979)
- Il simposio di San Silvestro. Il principio d'amore (1981)
- Teoria della storia (1982)
- Il potere della vergogna (1983)
- Le condizioni della morale. La questione fondamentale della filosofia morale (1985)
- La condizione politica postmoderna (1988)
- Oltre la giustizia (1990)
- Etica generale (1994)
- Filosofia morale (1997)
- Una teoria della modernità (1999)
- La bellezza della persona buona (Diabasis, 2009)

## Opere tradotte in italiano
- Ágnes Heller, Sociologia della vita quotidiana, Editori Riuniti, 1975.
- Ágnes Heller, L'uomo del Rinascimento, La Nuova Italia, 1977.
- Ágnes Heller, Teoria della storia, Editori Riuniti, 1982.
- Ágnes Heller, Oltre la giustizia, Il Mulino, 1990.
- Ágnes Heller, Etica generale, Il Mulino, 1994.
- Ágnes Heller, Filosofia morale, Il Mulino, 1997.
- Ágnes Heller, Teoria dei sentimenti, Castelvecchi Editore, 2016, ISBN 978-88-6944-982-6.
- Ágnes Heller, La dignità dell'opera d'arte, Castelvecchi Editore, 2017, ISBN 978-88-328-2115-4.
- Ágnes Heller, Paradosso Europa, Castelvecchi Editore, 2017, ISBN 978-88-328-2085-0.
- Ágnes Heller, Solo se sono libera, Castelvecchi Editore, 2017, ISBN 978-88-328-2055-3.
- Ágnes Heller, Breve storia della mia filosofia, Castelvecchi Editore, 2017, ISBN 978-88-6944-877-5.
- Ágnes Heller, La memoria autobiografica, Castelvecchi Editore, 2017, ISBN 978-88-6944-713-6.
- Ágnes Heller, Il potere della vergogna: saggi sulla razionalità, Castelvecchi Editore, 2018, ISBN 978-88-3282-288-5.
- Ágnes Heller, Francesco Comina e Luca Bizzarri, I miei occhi hanno visto, Il Margine, Trento, 2012, ISBN 978-88-6089-101-3.
- Ágnes Heller e Zygmunt Bauman, La bellezza (non) ci salverà, Trento, Il Margine, 2015.
- Ágnes Heller e Riccardo Mazzeo, Il vento e il vortice. Utopie, distopie, storia e limiti dell'immaginazione, Trento, Erickson, 2016.
- Ágnes Heller con Francesco Comina e Genny Losurdo, Il demone dell'amore. La grande filosofa al cospetto di un sentimento che infiamma, Gabrielli editori 2019
- Ágnes Heller, Può la modernità sopravvivere?, tr. e cura di G. Costanzo, TAB edizioni, Roma 2024
- B. Biagiotti, Ágnes Heller. Vita quotidiana, bisogni e democrazia, Milella, Lecce 20026
- G. Costanzo, Ágnes Heller. Costruire il bene. Una teoria etico-politica della giustizia, Studium Roma 2007
- A. Vestrucci, Il movimento della morale. Eric Weil e Ágnes Heller, Led Versioni Universitarie, Milano 2012